# Shirakiopsis
Shirakiopsis es un género perteneciente a la familia de las euforbiáceas con seis especies de plantas.

## Taxonomía
El género fue descrito por  Hans-Joachim Esser y publicado en Blumea 44: 184. 1999.

## Especies aceptadas
A continuación se brinda un listado de las especies del género Shirakiopsis aceptadas hasta marzo de 2014, ordenadas alfabéticamente. Para cada una se indica el nombre binomial seguido del autor, abreviado según las convenciones y usos.
- Shirakiopsis aubrevillei (Leandri) Esser
- Shirakiopsis elliptica (Hochst.) Esser
- Shirakiopsis indica (Willd.) Esser
- Shirakiopsis sanchezii (Merr.) Esser
- Shirakiopsis trilocularis (Pax & K.Hoffm.) Esser
- Shirakiopsis virgata (Zoll. & Moritzi ex Miq.) Esser